# منگشتی امیریان
منگشتی امیریان (زادهٔ ۱۳۱۸ – درگذشتهٔ ۹ اردیبهشت ۱۴۰۰) وزنه‌بردار اهل ایران بود.
وی در بازی‌های المپیک تابستانی ۱۹۶۰ در دستهٔ وزنی ۸۲٫۵ کیلوگرم شرکت کرد و به مقام هفتم رقابت دست یافت.